# Кэмпбелл, Уильям (судья)
Уильям Кэмпбелл (англ. William Campbell; 2 августа 1758, Кейтнесс, Шотландия — 18 января 1834, Йорк, Верхняя Канада) — британский колониальный юрист и администратор, член исполнительного кабинета колонии Кейп-Бретон, а впоследствии судья (в 1825—1829 — главный судья) Суда королевской скамьи (высшего апелляционного суда) Верхней Канады. Рыцарь-бакалавр (1829).

## Происхождение и юность
Родился в 1758 году в Кейтнессе в семье землевладельца Александра Кэмпбелла и Сусанны Пул; отец происходил из ветви клана Диармид, перебравшейся в Кейтнесс в конце XVII века. Уильям посещал классическую школу в Терсо и начал обучение на адвоката в Элгине, но оно было преждевременно прервано из-за смерти наставника. С началом восстания в американских колониях вступил волонтёром в 76-й пехотный полк, комплектовавшийся из шотландских горцев, и участвовал в боях в Северной Америке, попав в плен под Йорктауном в 1781 году. После освобождения из плена получил офицерский чин в провинциальном полку, дававший право на половинное жалованье.

## Новая Шотландия и Кейп-Бретон
В 1784 году прибыл с группой переселенцев в Новую Шотландию и получил земельный надел в новом городе Гайсборо. В 1785 году женился на Ханне Хедли, дочери местного жителя; в этом браке родились двое сыновей и четыре дочери. Примерно в это же время начал адвокатскую практику, в качестве дополнительного источника заработка содержа лавку. Благодаря своему образованию занимал ряд должностей в городском самоуправлении, а в начале 1790-х годов был мировым судьёй и капитаном ополчения.
В 1799 году избран депутатом законодательного собрания от округа Сидни и оставался на этом посту до 1806 года, однако в работе собрания участвовал редко, и в 1806 году его депутатские полномочия были аннулированы. В октябре 1799 года, будучи депутатом в Новой Шотландии, одновременно получил должность в исполнительном кабинете соседней колонии Кейп-Бретон: колониальный администратор Джон Мюррей, находившийся в плохих отношениях с обоими практикующими адвокатами острова, был вынужден пригласить юриста из Новой Шотландии занять пост генерального стряпчего. Позже Кэмпбелл также исполнял обязанности генерального прокурора колонии и был назначен суперинтендантом угольных копей. Вскоре, однако, и он рассорился с Мюрреем, пытавшимся контролировать работу копей через его голову, и примкнул к лагерю военного губернатора Джона Деспарда, боровшегося с Мюрреем за руководство колонией. После победы Деспарда Кэмпбелл в 1801 году получил концессию на добычу угля как частный предприниматель, однако оказался некомпетентным администратором и уже через два года объявил о необходимости повышения цен на уголь и уменьшения государственного налога на добычу. В 1804 году Деспард был вынужден вернуть копи под государственный контроль, выплатив Кэмпбеллу определённую компенсацию, но их отношения с этого времени стали открыто враждебными. Кэмпбелл в дальнейшем поддерживал попытки смещения Деспарда с занимаемого поста. Сменивший Деспарда в 1807 году в должности губернатора Николас Нипин на некоторое время вновь назначил Кэмпбелла суперинтендантом угольных копей, но через год уволил его по прямому приказу из Лондона.

## Судья Верхней Канады
Оставшись без работы, Кэмпбелл был вынужден покинуть Кейп-Бретон. Он направился в Лондон, где начал добиваться назначения на другую должность в компенсацию за «несправедливость». В итоге в 1811 году он получил должность судьи Суда королевской скамьи (высшего апелляционного суда) колонии Верхняя Канада; ему был также пожалован земельный участок в Йорке (современный Торонто) площадью 1200 акров (около 490 га).
В Верхней Канаде Кэмпбелл оставался в стороне от интриг и политической борьбы, характеризовавших его жизнь в Кейп-Бретоне, и сосредоточился на выполнении обязанностей судьи. В этом качестве он участвовал в показательном процессе в Анкастере в 1814 году, ближе к концу Англо-американской войны. Хотя центральную роль в процессе над обвиняемыми в измене подданными короны играл генеральный прокурор Джон Беверли Робинсон и пятеро из шестерых обвиняемых были осуждены, председательствовавший в ассизе Кэмпбелл использовал свою позицию, чтобы рекомендовать монаршее помилование для двоих из них — обе рекомендации были удовлетворены. Способности Кэмпбелла высоко оценил лейтенант-губернатор Верхней Канады Гордон Драммонд, в 1814 году рекомендовавший его на освободившиеся места в законодательном собрании и исполнительном кабинете, но этим рекомендациям не дал хода министр по делам колоний Батерст.
В условиях, когда решения судов Верхней Канады часто подвергались критике из-за действительной или мнимой политической пристрастности, Кэмпбеллу в основном удавалось избегать такой критики. Как судья он был скрупулёзно лоялен, но зарекомендовал себя сторонником конституционального подхода. Он также старался по возможности спасать подсудимых от смертной казни, давая ход многочисленным апелляциям и сам часто рекомендуя высочайшее помилование. Основаниями для таких рекомендаций могли служить как хорошая репутация осуждённого или искреннее раскаяние, так и слабое умственное развитие. Кэмпбелл употреблял своё влияние на суд присяжных с тем, чтобы избежать возможного осуждения невиновных. Его личные мнения иногда проявлялись в его комментариях: так, в середине 1820-х годов он в одном случае заявил, что «девять десятых чернокожих» Йорка и провинции в целом живут за счёт воровства, а в другом — что мужья имеют право применять «мягкие» телесные наказания к своим жёнам. В то же время Кэмпбелл был последователен в своём осуждении насильников, придерживаясь позиции, что личные качества их жертв ни при каких обстоятельствах не могут служить оправданием.
Став судьёй уже в зрелом возрасте, к середине 1820-х годов Кэмпбелл испытывал регулярные проблемы со здоровьем, усугублявшиеся высокой нагрузкой — с 1822 года кроме него в Суде королевской скамьи Верхнего Онтарио фактически оставался только один судья. Тем не менее он не только продолжал исполнять свои обязанности, но и выставил свою кандидатуру на пост главного судьи; назначение состоялось осенью 1825 года. В этом качестве он по традиции занял также посты председателя исполнительного кабинета и спикера законодательного собрания. Это привело к значительному увеличению его жалованья и обвинениям со стороны оппозиционного лидера Уильяма Макензи в «предательстве» принципов и переходе на сторону администрации, ущемляющей гражданские права жителей Верхней Канады. Новая нагрузка, однако, быстро оказалась для Кэмпбелла непосильной и его здоровье ухудшилось ещё больше. В 1828 году он отплыл в Англию для прохождения лечения; это дало толчок внутреннему кризису в Верхней Канаде, поскольку оппозиция объявила лишившийся председателя Суд королевской скамьи неконституционным. В 1829 году, так и не оправившись от болезни, Кэмпбелл ушёл в отставку. В апреле того же года он был произведён в рыцарское достоинство.
Уильям Кэмпбелл умер в начале 1834 года в Йорке. Его дом в Йорке, построенный в 1822 году на Дьюк-стрит, в 1972 году был перемещён на новое место на углу Куин-стрит и Университи-авеню и превращён в музей.